# Stan Drake
Stanley Allen Drake (* 9. November 1921 in Brooklyn, New York City; † 10. März 1997 in Norwalk, Connecticut) war ein US-amerikanischer Comiczeichner und Illustrator.

## Leben und Werk
Drake, der bereits vor und während seines Studiums als Illustrator tätig war, besuchte ab 1939 die Art Students League. Im Jahr 1941 ging Drake zur Army, eröffnete aber nach dem Krieg im Jahr 1946 zusammen mit Bob Lubbers und John Celardo sein eigenes Studio. Als 1953 das King Features Syndicate nach einem Comic im Bereich Soap Opera suchte, entstand in Zusammenarbeit mit dem Comicautor Elliot Caplin der daily strip The Heart of Juliet Jones, den er bis 1989 hielt und dann an Frank Bolle übergab. Von den Geschichten um die romantischen und dramatischen Affairen der Schwestern Juliet und Eve erschienen unter dem Titel Das Herz der Julia Köster fünf Hefte im Walter Lehning Verlag. Ab Anfang der 1980er Jahre zeichnete Drake für den französischen Verlag Dargaud die Albenserie Kelly Green, die von Leonard Starr getextet wurde und von der einige Alben auf Deutsch im Carlsen Verlag erschienen sind. Von 1984 bis zu seinem Tod 1997 zeichnete Drake den Zeitungscomic Blondie.
Bei dem Autounfall am 6. September 1956, bei dem Alex Raymond ums Leben kam (Alex Raymond saß am Steuer), saß auch Stan Drake im Auto.